# 建設駅 (平壌市)
建設駅（コンソルえき、けんせつえき）は、朝鮮民主主義人民共和国平壌市にある、平壌地下鉄革新線の駅である。

## 駅構造

### ホーム
相対式ホームであるとの情報がある。

## 駅周辺
柳京（リュギョン）ホテル

## 隣の駅
平壌地下鉄
革新線
黄金原駅 - 建設駅 - 革新駅